# Clinton (Louisiana)
Clinton település az Amerikai Egyesült Államok Louisiana államában, East Feliciana megyében, melynek megyeszékhelye is. Lakosainak száma 1340 fő (2020. április 1.).

## Népesség
A település népességének változása:

| 2010 | 1 653 |
| 2020 | 1 340 |